# Ельбасан Арена
Ельбасан Арена (алб. Elbasan Arena, раніше відомий як Ружді Біжута) — багатоцільовий стадіон в Ельбасані, Албанія. Будівництво стадіону було завершено в 1967 році, і з того часу він є домашнім полем ФК «Ельбасані». Стадіон перебував на реконструкції й був офіційно відкритий 8 жовтня 2014 року до матчу з Данією, який проходив у рамках відбіркового турніру Євро-2016. Загальна місткість стадіону становить 12800 осіб, що робить його третім за величиною в Албанії після стадіону «Ейр Албанія» в Тирані.

## Історія
Вперше «Ельбасан Арена» була відкрита в 1967 році під назвою «Стадіон Ружді Біжута», який був одним з найвідоміших гравців «Ельбасані». Побудований у 1960-х роках, стадіон замінив колишню базу клубу, яка поступово перетворилася на декілька застарілих споруд.
Більшу частину історії «Ружді Біжути» стадіон використовувався виключно ФК «Ельбасані», але в січні 2014 року було оголошено, що стадіон прийматиме відбіркові матчі Албанії до Євро-2016. Це рішення було прийнято Федерацією футболу Албанії для того, щоб дати можливість провести масштабну реконструкцію головному стадіону країни «Кемаль Стафа».

### Реконструкція 2014
Однак перш ніж «Ельбасан Арена» змогла прийняти матчі, їй довелося пройти реконструкцію. Загалом у стадіон було вкладено понад 5,5 мільйонів євро. Роботи з приведення стадіону у відповідність до вимог УЄФА почалися в лютому 2014 року, а завершилися через 7 місяців, у жовтні.
На стадіоні відбулися численні поліпшення, включно зі встановленням нових прожекторів, 12500 нових пластикових сидінь, новими роздягальнями, місцями для офіційних осіб, новим табло, і на довершення всього було покладено абсолютно нове ігрове поле.
Стадіон знову відкрився 8 жовтня, коли Албанія приймала Данію у другому кваліфікаційному матчі відбору. Зіграний за присутності 12800 глядачів — рекордної на сьогодні відвідуваності — Албанія здобула нічию 1-1 проти більш рейтингової команди.

### Відкриття
Церемонія відкриття стадіону відбулася 11 жовтня 2014 року матчем проти Данії. Вперше граючи на нещодавно відремонтованій «Ельбасан Арені», господарі вийшли вперед на 38-й хвилині завдяки удару Ерміра Леньяні, але вийшовший на заміну гравець збірної Данії Лассе Вібе зрівняв рахунок на 81-й хвилині, і суперники по групі I вийшли на перше місце.
| 11 жовтня 2014 20:45 UTC |

| Албанія          | 1–1 | Данія          |
| ---------------- | --- | -------------- |
| Ермір Леняні 38' |     | Лассе Вібе 81' |

| Ельбасан Арена, Ельбасан Глядачів: 12,800 Арбітр: Віктор Кашшаї |

| Албанія (4–3–3): |    |                   |  |     |
|                  |    |                   |  |     |
| GK               | 1  | Етріт Беріша      |  |     |
| RB               | 4  | Ельсеїд Хюсай     |  |     |
| CB               | 5  | Льорік Цана       |  |     |
| CB               | 15 | Мергім Маврай     |  |     |
| LB               | 7  | Ансі Аголі        |  |     |
| DM               | 13 | Бурім Кукелі      |  |     |
| CM               | 22 | Амір Абраші       |  |     |
| CM               | 14 | Таулянт Джака 82' |  |     |
| RW               | 2  | Анді Ліля 87'     |  |     |
| LW               | 3  | Ермір Леняні      |  |     |
| CF               | 19 | Бекім Баляй 69'   |  |     |
| Заміни:          |    |                   |  |     |
| GK               | 12 | Оргес Шехі        |  |     |
| GK               | 23 | Альбан Ходжа      |  |     |
| CB               | 6  | Дебатік Цуррі     |  | 87' |
| RW               | 8  | Херолінд Шаля     |  |     |
| FW               | 9  | Едмонд Каплані    |  |     |
| LM               | 10 | Валдет Рама       |  | 82' |
| RM               | 11 | Емільяно Віла     |  |     |
| FW               | 16 | Соколь Цикалеші   |  | 69' |
| CM               | 17 | Альбан Меха       |  |     |
| FW               | 18 | Хамді Саліхі      |  |     |
| CM               | 20 | Ергюс Каче        |  |     |
| MF               | 21 | Армандо Ваджуші   |  |     |
| Тренер:          |    |                   |  |     |
| Джанні Де Б'язі  |    |                   |  |     |

| Данія (4–3–3): |    |                     |
|                |    |                     |
| GK             | 1  | Каспер Шмейхель     |
| RB             | 2  | Петер Анкерсен      |
| CB             | 3  | Сімон К'єр          |
| CB             | 5  | Андреас Б'єллан     |
| LB             | 7  | Ніколай Бойлесен    |
| RM             | 9  | П'єр-Еміль Гейб'єрг |
| CM             | 10 | Вільям Квіст        |
| LM             | 11 | Крістіан Еріксен    |
| RW             | 12 | Юссуф Поульсен      |
| LW             | 19 | Мікаель Крон-Делі   |
| CF             | 23 | Ніклас Бендтнер     |
| Тренер:        |    |                     |
| Мортен Ольсен  |    |                     |

## Галерея

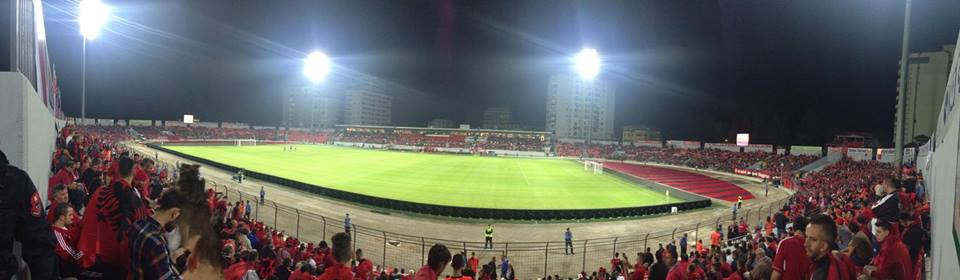
Вболівальники на Ельбасан Арені